# Le Mage
Le Mage ist eine französische Gemeinde mit 217 Einwohnern (Stand: 1. Januar 2022) im Département Orne in der Region Normandie. Sie gehört zum Arrondissement Mortagne-au-Perche und zum Kanton Tourouvre au Perche.

## Lage
Nachbargemeinden sind Longny les Villages im Norden, Moutiers-au-Perche im Südosten, Rémalard en Perche im Süden und Bizou im Südwesten. 

## Bevölkerungsentwicklung
| Jahr      | 1962 | 1968 | 1975 | 1982 | 1990 | 1999 | 2008 | 2015 |
| --------- | ---- | ---- | ---- | ---- | ---- | ---- | ---- | ---- |
| Einwohner | 367  | 341  | 272  | 223  | 231  | 213  | 254  | 237  |

## Sehenswürdigkeiten

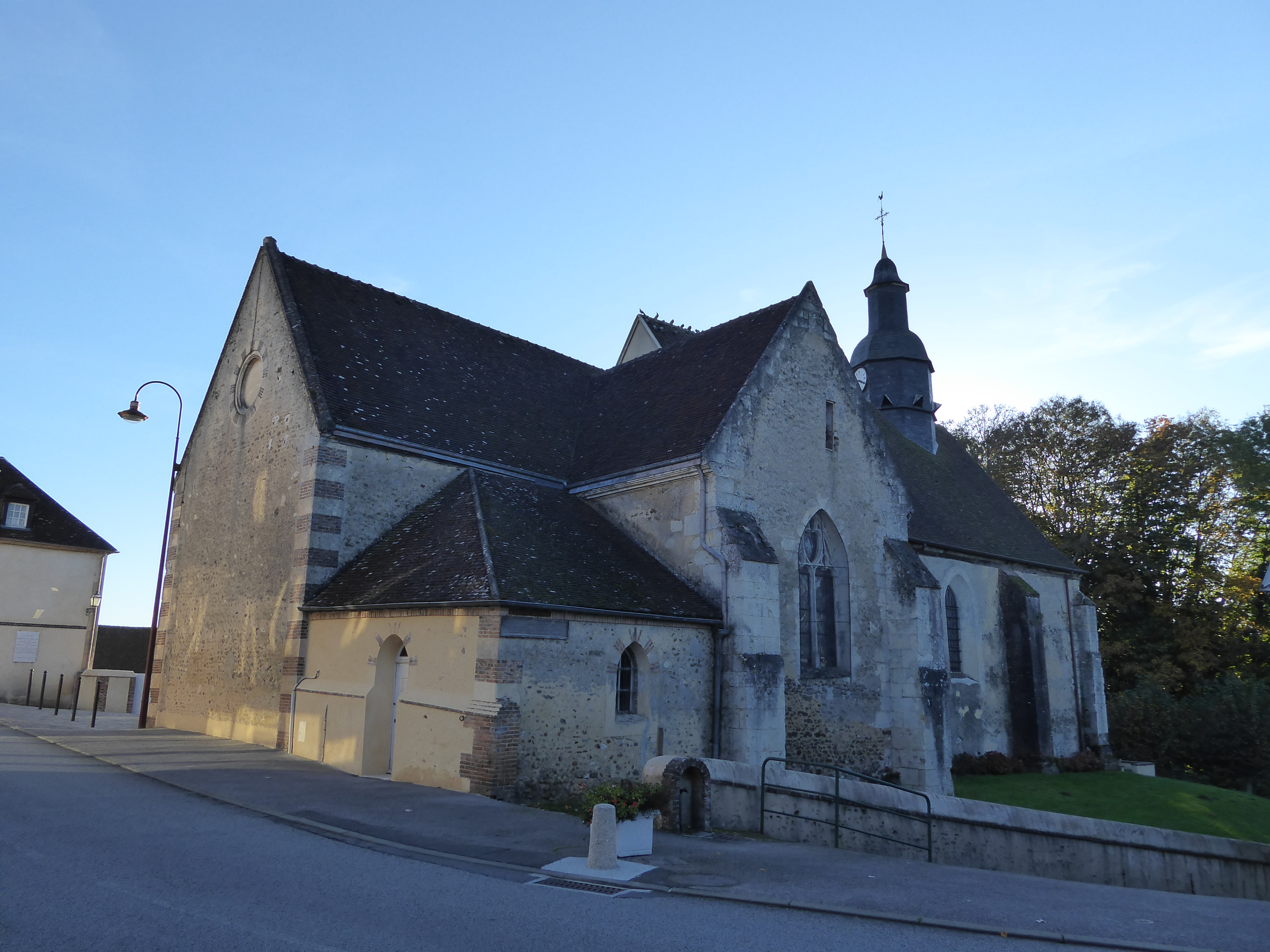
Kirche Saint-Germain

- Kirche Saint-Germain